# Grammopeplus sulcicollis
Grammopeplus sulcicollis är en skalbaggsart som först beskrevs av Lewis 1897.  Grammopeplus sulcicollis ingår i släktet Grammopeplus och familjen stumpbaggar. Inga underarter finns listade i Catalogue of Life.